# Ангвила на Светском првенству у атлетици на отвореном 2023.
Ангвила је на 19. Светском првенству у атлетици на отвореном 2023. одржаном у Будимпешти од 19. до 27. августа учествовала деветнаести пут, односно учествовала је на свим првенствима до данас. Репрезентацију Ангвиле представљао је 1 атлетичар који се такмичио у трци на 100 метара.,.
На овом првенству такмичар Ангвила није освојио ниједну медаљу нити је остварио неки резултат.

## Учесници
Мушкарци: 
- Терон Вебстер — Трка на 100 метара

## Резултати

### Мушкарци
| Атлетичар     | Дисциплина | Лични рекорд | Предтакмичење | Предтакмичење | Квалификације        | Квалификације        | Полуфинале           | Полуфинале           | Финале               | Финале       | Детаљи |
| Атлетичар     | Дисциплина | Лични рекорд | Резултат      | Место         | Резултат             | Место                | Резултат             | Место                | Резултат             | Место        | Детаљи |
| ------------- | ---------- | ------------ | ------------- | ------------- | -------------------- | -------------------- | -------------------- | -------------------- | -------------------- | ------------ | ------ |
| Терон Вебстер | 100 м      | 10,97        | 11,03         | 4. у гр. 1    | Није се квалификовао | Није се квалификовао | Није се квалификовао | Није се квалификовао | Није се квалификовао | 13 / 71 (75) |        |